# The Destroyed Room: B-sides and Rarities
The Destroyed Room: B-sides and Rarities es un álbum recopilatorio de la banda Sonic Youth. Contiene canciones que hasta entonces sólo existían en formato de vinilo, compilaciones de ediciones limitadas, versiones internacionales y lados-B de sencillos internacionales. Las canciones fueron escogidas por la banda, e incluyen material inédito. El álbum fue lanzado el 12 de diciembre de 2006. Una edición LP de disco devinilo doble con dos temas extra fue lanzada a comienzos de 2007 por el sello discográfico de propiedad de la banda Goofin' Records. La imagen de la cubierta es una fotografía de 1978 del artista canadiense Jeff Wall, titulada "The Destroyed Room".

## Lista de canciones
Versión en CD
1. "Fire Engine Dream" – 10:22
2. "Fauxhemians" - 4:04
3. "Razor Blade" - 1:08
4. "Blink" - 5:27
5. "Campfire" - 2:19
6. "Loop Cat" - 5:39
7. "Kim's Chords" - 6:02
8. "Beautiful Plateau" - 3:07
9. "Three Part Sectional Love Seat" - 8:16
10. "Queen Anne Chair" - 4:37
11. "The Diamond Sea" - 25:48

Versión en vinilo doble
1. "Fire Engine Dream" – 10:22
2. "Fauxhemians" - 4:04
3. "Is It My Body?" - 2:49
4. "Doctor's Orders (T-vox version)" - 4:20
5. "Razor Blade" - 1:08
6. "Blink" - 5:27
7. "Campfire" - 2:19
8. "Loop Cat" - 5:39
9. "Kim's Chords" - 6:02
10. "Beautiful Plateau" - 3:07
11. "Three Part Sectional Love Seat" - 8:16
12. "Queen Anne Chair" - 4:37
13. "The Diamond Sea" - 25:48

## Información de canciones
- Fire Engine Dream (2003) - sacada de Sonic Nurse; anteriormente inédita.
- Fauxhemians (2002) - de las sesiones de Noho Furniture; originalmente publicada en la compilación All Tomorrow's Parties 1.1, de ATP Records.
- Is it my body? (1991) - Lado-B del sencillo "Sugar Kane".
- Doctor's Orders (T-vox version) (1994) - Lado-B del sencillo "Bull in the Heather".
- Razor Blade (1994) - Lado-B del sencillo "Bull in the Heather".
- Blink (1999) - de la banda sonora de la película Pola X.
- Campfire (2000) - de la compilación At Home with the Groovebox lanzada por Grand Royal Records.
- Loop Cat (2003) - de la compilación You Can Never Go Fast Enough lanzada por Plain Recordings.
- Kim's Chords (2004) - de la versión británica y japonesa de Sonic Nurse.
- Beautiful Plateau (2004) - de la versión japonesa de Sonic Nurse.
- Three Part Sectional Love Seat (2001) - de las sesiones de Noho Furniture; anteriormente inédita.
- Queen Anne Chair (2001) - de las sesiones de Noho Furniture; anteriormente inédita.
- The Diamond Sea (1995) - versión completa del sencillo "The Diamond Sea"; una versión más corta aparece en el álbum Washing Machine.